# Skeptrostachys gigantea
Skeptrostachys gigantea là một loài thực vật có hoa trong họ Lan. Loài này được (Cogn.) Garay miêu tả khoa học đầu tiên năm 1980.